# Уяли (Акжарський район)
Уяли́ (каз. Ұялы) — село у складі Акжарського району Північноказахстанської області Казахстану. Адміністративний центр Уялинського сільського округу.
Населення — 350 осіб (2021; 593 у 2009, 1099 у 1999, 1599 у 1989).
Національний склад станом на 1989 рік:
- казахи — 51 %
- німці — 26 %.